# Котович, Александр Владимирович
Алекса́ндр Влади́мирович Кото́вич (род. 6 ноября 1960, Вышгород) — советский легкоатлет, специалист по прыжкам в высоту. Выступал за сборную СССР по лёгкой атлетике в 1980-х годах, обладатель серебряной медали чемпионата Европы в помещении, победитель и призёр первенств всесоюзного значения. Мастер спорта СССР международного класса.

## Биография
Александр Котович родился 6 ноября 1960 года в Вышгороде Киевской области Украинской ССР.
Занимался лёгкой атлетикой в Киеве под руководством заслуженного тренера Украины Владимира Константиновича Журавлёва, выступал за Советскую Армию. Окончил Луцкий государственный педагогический институт (1983).
Впервые заявил о себе на всесоюзном уровне в сезоне 1984 года, когда на зимнем чемпионате СССР в Москве стал в прыжках в высоту серебряным призёром. Позднее на соревнованиях в Софии установил свой личный рекорд на открытом стадионе — 2,33 метра.
В 1985 году с результатом 2,30 завоевал серебряную награду на чемпионате Европы в помещении в Пирее, уступив только шведу Патрику Шёбергу. На чемпионате СССР в Ленинграде так же получил серебро. Будучи студентом, представлял Советский Союз на Универсиаде в Кобе — показал в своей дисциплине результат 2,26 и занял с ним пятое место.
В 1986 году закрыл десятку сильнейших на чемпионате Европы в помещении в Мадриде (2,24), одержал победу на Мемориале братьев Знаменских в Ленинграде (2,32).
В 1987 году выиграл бронзовую медаль на зимнем чемпионате СССР в Пензе (2,29) и серебряную медаль на летнем чемпионате СССР в Брянске (2,29).
Завершил спортивную карьеру по окончании сезона 1989 года.
За выдающиеся спортивные достижения удостоен почётного звания «Мастер спорта СССР международного класса» (1985).
Был женат на бегунье Равиле Котович (Аглетдиновой). Дочь Марина Котович (Арзамасова) — так же успешная легкоатлетка.